# Der Aschenstocherer
Der Aschenstocherer ist ein georgisches Märchen.
In Deutschland wurde es durch die Festspiele Balver Höhle bekannt gemacht, die eine Bearbeitung von Wachtang Kuprawa im Jahr 1992 im Rahmen der Reihe Märchen aus aller Welt unter Mitwirkung der Solisten G. Nachutsrischwili und Boris Gamrekeli aufführten.

## Inhalt
Der Aschenstocherer Kikila hält nicht viel vom hastigen Treiben in der Welt. Er liebt es in der Asche zu stochern und den Kindern die unwahrscheinlichsten Geschichten zu erzählen. Dabei kämpft er gegen böse Menschen und auch einen furchterregenden Drachen. Durch seine Klugheit und seinen Witz überzeugt er seine Gegner und verzichtet dabei gänzlich auf Gewalt.